# Jack Edwin Stawell Stevens
Sir Jack Edwin Stawell Stevens, avstralski general, * 7. september 1896, † 20. maj 1969.
Med letoma 1952 in 1956 je bil prvi direktor Avstralske komisije za jedrsko energijo.